# Paulo (cônsul em 496)
Paulo (em latim: Paulus) foi um oficial bizantino do século VI, ativo durante o reinado do imperador Anastácio I Dicoro (r. 491–518). Ele era irmão de Anastácio e o possível esposo de Magna com que teve Irene e talvez Probo. Em 496, foi nomeado cônsul no Oriente sem um colega.